# Васил Михайлов
Вижте пояснителната страница за други личности с името Васил Михайлов.
Васил Александров Михайлов е български театрален и филмов актьор.

## Биография
Роден е на 6 април 1938 г. в Стара Загора, но произхожда от бежанско семейство от Мараш, Западна Тракия.
През 1964 г. завършва ВИТИЗ „Кръстьо Сарафов“ в класа на проф. Желчо Мандаджиев. През същата година се ражда първородният му син Александър Михайлов (1964 – 2019), дългогодишен журналист в БНР, куклен режисьор, автор на детски пиеси.
Работил е като шлосер-матричар в завод „Светлина“, Стара Загора (1964 – 1967), в Хасковския драматичен театър, където е бил директор (1965 – 1966), във Военния театър (1967 –) и в „Театър 199“, пред който могат да бъдат видени неговите отпечатъци на Стената на славата.
Михайлов е депутат във ВНС (1990), член на Съюза на българските филмови дейци (1973), както и заместник-председател на САБ (1982 – 1989).
Най-голяма популярност му носи изпълнението на ролята на Петко Войвода в телевизионния сериал „Капитан Петко войвода“.
На 8 февруари 2018 г. САБ обявява, че „Икар“ за цялостен принос ще бъде присъден на Михайлов. На следващия ден обаче Михайлов съобщава в интервю своя отказ на наградата в знак на протест срещу състоянието на българския театър и липсата на достатъчно държавна грижа към този вид изкуство. Също споменава, че самият той не е член на САБ от 30 години, след което заявява: „В моя театър, в който съм вече 50 години – Театър „Българска армия“ – няма такава организация.“

## Театрални роли
Ролите, изиграни на сцената на Театър „Българска армия“:
- 1968 – Боян – „Боян Магесникът“, Кирил Христов, режисьор Анастас Михайлов
- 1968 – Васка Пепел – „На Дъното“, Максим Горки, реж. Леонид Варпаховски
- 1971 – Фьодор – „Нашествие“, Леонид Леонов, реж. Кънчо Илиев
- 1972 – полковник Огнянов – „Съд на честта“, Рангел Игнатов, реж. Крикор Азарян
- 1972 – Георги Димитров – „Дяволският кръг“, Хеда Цинер, реж. Елка Михайлова
- 1972 – старшина Васков – „А утрините тук са тихи...“, Борис Василиев, реж. Крикор Азарян
- 1988 – Сюлейман Ага – „Време разделно“, Антон Дончев, реж. Асен Шопов
- 1974 – Лопахин – „Вишнева градина“, Антон Чехов, реж. Крикор Азарян
- 1976 – Сизве Банзи – „Сизве Банзи е мъртъв“, Атол Фюгард, реж. Крикор Азарян
- 1977 – Суслов – „Дачници“, Максим Горки, реж. Асен Шопов
- 1977 – Виктор Мишлаевски – „Дните на семейство Турбини“, Михаил Булгаков, реж. Леонид Е. Хейфец
- 1978 – Дантон – „Делото Дантон“, Станислава Пшибишевска, реж. Анджей Вайда
- 1981 – Боздугански – „На гости у министъра“ или „Службогонци“, Иван Вазов, реж. Иван Добчев
- 1981 – „Капитан Петко Войвода“
- 1982 – Ричард – „Ученика на дявола“, Бърнард Шоу, реж. Леон Даниел
- 1983 – Чудовището – „Денят в който Мери Шели срещна Шарлот Бронте“, Едуард Мане, реж. Крикор Азарян
- 1986 – Абазов – „Нощно съжителство“, Маргарит Минков, реж. Пламен Марков
- 1987 – Серебряков – „Вуйчо Ваньо“, Антон Чехов, реж. Красимир Спасов
- 1989 – Бакаи – „Лицева опора“, Тибор Дюркович, реж. Николай Ламбрев
- 1990 – Иван Коломийцев – „Последните?“, Максим Горки, реж. Красимир Спасов
- 1991 – Гейвин Стивънс – „Реквием за една монахиня“, Уилям Фокнър, Албер Камю, реж. Николай Ламбрев
- 1992 – Каракалпаков – „Двубой“, Иван Вазов, реж. Николай Ламбрев
- 1993 – Фил Хоугън – „Луна за несретници“, Юджийн О'Нийл, реж. Николай Ламбрев
- 1994 – Стефан Стамболов – „Величието и падението на Стефан Стамболов“, Стефан Цанев, реж. Николай Ламбрев
- 1996 – Полоний – „Хамлет“, Уилям Шекспир, реж. Николай Ламбрев
- 1996 – Игото – „Опит за летене“, Йордан Радичков, реж. Крикор Азарян
- 1996 – Галоти – „Емилия Галоти“, Готхолд Ефраим Лесинг, реж. Красимир Спасов
- 1998 – Бащата – „Котка върху горещ ламаринен покрив“, Тенеси Уилямс, реж. Николай Ламбрев
- 1999 – Димитър – „Буре барут“, Деян Дуковски, реж. Крикор Азарян
- 2001 – Аврам Танурков – „Бая си на бълхите“, Боян Папазов, реж. Крикор Азарян
- 2002 – „Финале Гранде“— авторски спектакъл на Камен Донев
- 2003 – Генералът – „Четвъртата сетра“, Януш Грловацки, реж. Крикор Азарян

Изиграл още много роли в театрите:
- „Иван Димов“ – Хасково
- „Някой нов“
- Театър 199 – „Близък непознат“ от Александър Рилски, „Жена в затруднено положение“ от Марек Домански, „Два начина да се ядат сладки“ от Михаил Величков, „Насаме с всички“ от Александър Гелман, „Последната нощ на Сократ“ от Стефан Цанев, „Дамата с куфара“ от Агнешка Ошецка, „Другата смърт на Жанна д'Арк“ от Стефан Цанев, „Вавилонска кофа“ от Иван Голев, „Брудершафт“ от Анатолий Крим.
- Народен театър „Иван Вазов“
- театър „Движение“
- театрална формация към „България“ АД и др.

## Телевизионен театър
- „Тайната вечеря на дякона Левски“ (2003)
- „Часът на моето убийство“ (1992) – Коста Паница
- „Нюрнбергският процес“ – съветският обвинител
- „Насила лекар“ (от Жан-Батист Молиер) – Сганарел
- „Оптимистична трагедия“ (от Всеволод Вишневски) – Водача
- „Игра на любовта и случая“ (от Пиер Мариво) – Оргон
- „Господинката“ (от Генчо Стоев) – Господинката
- „Кралят Елен“ (от Карло Гоци) – Тарталя
- „Ревизорски уроци“ (1988) (от Радослав Михайлов), 2 части – кмета Газдов
- „Представянето на комедията „Г-н Мортагон“ от Иван Вазов и Константин Величков в пловдивския театър „Люксембург“ в 1883 г.“ (1988) (от Пелин Пелинов), 2 части – Константин Сапунов
- „Великото чудо“ (1986) (от Николай Георгиев)
- „Кучета“ (1985) (от Николай Хайтов) – Начо
- „Нощта на славеите“ (1985) (от В. Ежов)
- „Процесът Стамболийски“ (1985) (от Пелин Пелинов), 2 части – Александър Стамболийски
- „Хъшове“ (1982) (от Иван Вазов) – Македонски
- „Буря в тихо време“ (1981) (от Кирил Василев)
- „Вампир“ (1980) (от Антон Страшимиров)
- „Съдии на самите себе си“ (1977) (от Кольо Георгиев)
- „Над морското равнище“ (1977) (от Иван Радоев)
- „Женитба“ (1977) (от Николай Гогол) – Кочкарьов
- „Кралят-елен“ (1975)
- „Лодка в гората“ (1972) (от Николай Хайтов) – Марин, горския
- „История на бъдещето“ (1972), 2 серии
- „Човекът от Ла Манча“ (1968) (Мигел де Сервантес)
- „Албена“ (1968) (от Йордан Йовков) – Нягул

## Филмография
| Година      | Филми и Сериали                                  | Серии  | Копродукции                      | Роля |
| ----------- | ------------------------------------------------ | ------ | -------------------------------- | --- |
| 2019        | Ханът и империята                                |        |                                  | хан Кубрат |
| 2017        | Възвишение                                       |        |                                  | хаджи Петър Матеев |
| 2015        | Жажда                                            |        |                                  | бащата на момичето |
| 2014        | Пътят към Коста дел Маресме (Bulgarian rhapsody) |        |                                  | Рангел |
| 2014        | Имунитет                                         |        | България/САЩ                     | дядото |
| 2013        | Дърво без корен (Tree Without a Root)            |        | Великобритания/Германия/България | Гатьо Игнатов |
| 2012        | София (Sofia)                                    |        | САЩ                              | домакин |
| 2010        | Стъпки в пясъка                                  |        |                                  | бай Гроздан, бащата на Слави |
| 2008        | Последното пътуване (тв)                         |        |                                  | |
| 2006        | Приятелите ме наричат Чичо (тв)                  |        |                                  | Румен Стефанов Михайлов – Чичо |
| 2005        | Принцът и просякът                               |        |                                  | |
| 2004        | Как убих светец (Kako ubiv svetec)               |        | Франция/Македония/Словения       | |
| 2004        | Изпепеляване                                     |        |                                  | генерал от ДС |
| 2002 – 2003 | Камера! Завеса! (тв сериал)                      | 6      |                                  | звездата Звезделин Карабаджаков / граф Алмавива в 3 серии (I, II, III)                                                                 |
| 2002        | Лист отбрулен                                    |        |                                  | Идриз, приятел на Илми, ерген и шегаджия                                                                                               |
| 2001        | Най-важните неща                                 | 2      |                                  | Меридиан |
| 2001        | Огледалото на дявола (тв сериал)                 | 4      |                                  | Папаризов |
| 2001        | Съдбата като плъх (тв)                           |        | България/Македония               | бащата на Георги |
| 2001        | Версенжеторикс (Vercingétorix) Друиди            |        | Франция/Канада/Белгия            | галът Виридо |
| 2000        | Краят на ХХ век                                  |        |                                  | Нишкия митрополит |
| 1999        | Дунав мост (тв сериал)                           | 7      |                                  | следователят |
| 1998        | След края на света                               |        | България/Германия/Гърция         | Авраам „къркача“ Коен |
| 1996        | Вълкадин говори с Бога                           |        |                                  | Вълкадин, заможен селянин |
| 1996        | Всичко от нула                                   |        |                                  | |
| 1995        | Повод за убийство                                |        |                                  | |
| 1994        | Забраненият плод                                 |        |                                  | бащата |
| 1994        | Честна мускетарска (тв)                          |        |                                  | Арамис |
| 1991        | О, Господи, къде си?                             |        |                                  | химикът Васил Мишев |
| 1989        | Индиански игри                                   |        |                                  | Йон |
| 1989        | Маргарит и Маргарита                             |        |                                  | Нерезанов |
| 1989        | Право на избор                                   |        |                                  | |
| 1988        | Голямата игра (Большая игра)                     | 6      | СССР/България                    | Матен |
| 1988        | Време разделно                                   | 2      |                                  | Сюлейман ага местен управител (челибашия на войската и кадия), противник на насилствената смяна                                        |
| 1987        | Приземяване                                      |        |                                  | Димовски, любовникът на Христина |
| 1987        | Мечтатели                                        |        |                                  | Петко Каравелов |
| 1986        | Дом за нашите деца (тв сериал)                   | 5      |                                  | Паскалев, партийния секретар |
| 1986        | Денят на владетелите                             | 2      |                                  | Ювиги хан Крум |
| 1986        | Амиго Ернесто                                    |        |                                  | |
| 1986        | Характеристика                                   |        |                                  | Крушев |
| 1984        | Златният век (тв сериал)                         | 11     |                                  | Карач, майстор-строител (в 10 серии; без 7-а)                                                                                          |
| 1984        | Събеседник по желание                            |        |                                  | Боян Бъчваров-Бъч |
| 1983        | Фалшификаторът от „Черния кос“ (тв сериал)       | 3      |                                  | полковник Димитър Василев Мирски, следовател (в 3 серии: I, II, III)                                                                   |
| 1983        | Римска делва (тв)                                |        |                                  | |
| 1981        | 681 – Величието на хана                          |        |                                  | хан Кубрат |
| 1981        | Капитан Петко войвода (тв сериал)                | 12     |                                  | Петко Киряков, капитан Петко войвода                                                                                                   |
| 1981        | Хан Аспарух                                      | 3      |                                  | хан Кубрат |
| 1981        | Пришествие                                       |        |                                  | Чернев |
| 1978        | По дирята на безследно изчезналите (тв сериал)   | 4      |                                  | Харалампи Стоянов |
| 1979        | Сами сред вълци (тв сериал)                      | 5      |                                  | генерал Никифор Никифоров (Журин), отговарящ за военните съдилища в България, главен информатор на Пеев (в 5 серии: I, II, III, IV, V) |
| 1978        | По дирята на безследно изчезналите (тв сериал)   | 4      |                                  | Харалампи Стоянов |
| 1978        | Войната на таралежите (тв сериал)                | 5      |                                  | бащата на Камен |
| 1978        | Момчетата от „Златен лъв“ (тв сериал)            | 4      |                                  | бащата |
| 1978        | Инструмент ли е гайдата?                         |        |                                  | Никола, секретарят на съвета |
| 1978        | Всички и никой                                   |        |                                  | следователят |
| 1978        | Адиос, мучачос                                   |        |                                  | Джамбаза/богатият селянин в кръчмата                                                                                                   |
| 1977        | Нечиста сила (тв сериал)                         | 3      |                                  | кмета Божил |
| 1977        | Слънчев удар                                     |        |                                  | |
| 1977        | Петимата от РМС (тв сериал)                      | 5      |                                  | Никола Гешев, началникът на полицията (в 5 серии: от I до V вкл.)                                                                      |
| 1977        | Басейнът                                         |        |                                  | Хари, треньорът |
| 1977        | Хора отдалече                                    |        |                                  | бригадирът Добри Жеков |
| 1977        | Хирурзи                                          |        |                                  | д-р Константин Панов, завеждащ хирургическото отделение                                                                                |
| 1976        | Земя без въздух                                  |        |                                  | |
| 1976        | Чичовци (тв сериал)                              | 4      |                                  | даскал Гатю |
| 1976        | Реквием за една мръсница (тв сериал)             | 2      |                                  | Коко, таксиметровият шофьор (в II серия: „Реквием за една мръсница“)                                                                   |
| 1975        | Магистрала                                       |        |                                  | шофьорът |
| 1974 – 1976 | Сбогом, любов (тв сериал)                        | 3      |                                  | Агликин, началник на строителното управление                                                                                           |
| 1974        | Вечни времена                                    |        |                                  | Иван Стоянов, синът на баба Черна |
| 1974        | На живот и смърт (тв сериал)                     | 3      |                                  | Атанас Щерев |
| 1974        | Синята лампа (тв сериал)                         | 10     |                                  | Ангел |
| 1974        | Зарево над Драва                                 | 2      |                                  | капитан Стрезов |
| 1974        | Гардеробът (тв)                                  |        |                                  | (гласът на гардероба) |
| 1974        | Господинката (тв)                                |        |                                  | Господинката |
| 1974        | Ламята                                           |        |                                  | дърваря Брадван |
| 1973        | ...И дойде денят                                 |        |                                  | (гласът на фантома) |
| 1973        | Нона                                             |        |                                  | Тошо, дъщеря на Манол и брат на Нона                                                                                                   |
| 1973        | Тигърчето                                        |        |                                  | Кольо, бащата |
| 1973        | Като песен                                       |        |                                  | другарят Ким командирът |
| 1972        | Вятърът на пътешествията                         |        |                                  | бай Кольо |
| 1972        | Катастрофата                                     | 3      |                                  | |
| 1972        | Автостоп                                         |        |                                  | Пешо |
| 1971        | Герловска история                                |        |                                  | старшията |
| 1971        | Края на песента                                  |        |                                  | Ибрям Али |
| 1970 – 1971 | Ало, д-р Минев! (тв сериал)                      | 5      |                                  | Василев, съсед на Миневи |
| 1970        | Един миг свобода                                 | 2 нов. |                                  | Стамо (в новелата „Искам да живея“) |
| 1970        | С особено мнение                                 |        |                                  | |
| 1969        | Свобода или смърт                                |        |                                  | поп Сава Катрафилов |
| 1967        | С дъх на бадеми                                  |        |                                  | професор Северинов |
| 1962        | Хроника на чувствата                             |        |                                  | |

## Награди и отличия
- Заслужил артист (1974).
- Народен артист (1981).
- Орден „За заслуги към БНА“ (1974).
- Медал „За заслуги към БНА“ за ролята на хан Кубрат във филма Хан Аспарух.
- „Първа награда“ на МНО за роля на патриотична тема (1967).
- „Трета награда“ за ролята на (Боян) от пиесата „Боян Магесникът“ (Велико Търново, 1968).
- „Трета награда“ за ролята на (Богдан) от пиесата „Самуил“ (Велико Търново, 1969).
- „Награда за мъжка роля“ – на (старшията) във филма „Герловска история“ на Х фестивал на българския филм – (Варна, 1971).
- „Наградата на МНО“ за ролята на (полковник Огнянов) от пиесата „Съд на честта“ (1972).
- „Наградата на МНО“ за ролята на (Манол) от пиесата „Време разделно“ (1973).
- „Втора награда“ за ролята на (Манол) от пиесата „Време разделно“ (Велико Търново, 1975).
- „Първа награда“ за ролята на (Човекът) от пиесата „Сизве Банзи е мъртъв“ на I национален преглед на камерните театрални постановки – (Враца, 1977).
- „Втора награда“ за ролята на (Будин) от пиесата „От Земята до небето“ на национален преглед на българската драма и театър.
- „Почетна значка ЗЛАТНО ПЕРО“ на СБЖ за висок творчески принос в българската журналистика и публицистика за филма По дирята на безследно изчезналите (1978).
- „Награда за мъжка роля“ на Съюза на българските филмови дейци за ролята на (капитан Петко войвода) във филма „Капитан Петко войвода“ и за ролята на (хан Кубрат) във филма „Хан Аспарух“ (1981).
- „Награда за мъжка роля“ за ролята на (капитан Петко войвода) във филма „Капитан Петко войвода“ на XVII фестивал на българския игрален филм – (Варна, 1982).
- Награда на Съюза на артистите в България за ролята на (Галубеев) в „Насаме с всички“ (сезон 1982 – 1983)
- „Първа награда“ на МНО за ролята на (Македонски) от пиесата „Хъшове“ (1983).
- „Специалната награда за мъжка роля“ (заедно с режисьора и оператора) за тази на (Бъч) във филма „Събеседник по желание“ на XVIII фестивал на българския игрален филм – (Варна, 1984).
- „Награда за мъжка роля“ за ролята на (Бъч) във филма „Събеседник по желание“ на XI международен фестивал на червенокръстки и здравни филми – (Варна, 1985).
- „Награда за мъжка роля“ за ролята на (Вълкадин) във филма „Вълкадин говори с Бога“ на Международния телевизионен фастивал „Златната ракла“ – (Пловдив, 1997).
- „Наградата Галя Бъчварова ЗА МЪЖКА РОЛЯ“ за ролята на (Аврам Коен „къркача“) вв филма „След края на света“ на Международния телевизионен фастивал „Златната ракла“ – (Пловдив, 1999).
- „Златен век“ – огърлие, от бившия министър на културата Петър Стоянович „за изключителния си принос в киното и театъра, както и по повод Деня на българската просвета и култура – 24 май“ (2014)[8]
- Почетен гражданин на Стара Загора.
- Годишни Фолклорни Награди 2017 – връчен плакет „90 години от рождението на Радка Кушлева“ – за популяризиране на родопския фолклор.
- „Награда Икар“ за цялостен принос (отказана).
- Държавна награда „Св. Паисий Хилендарски“ (2018)[9]